# بيجسيتاكوبلان
بيجسيتاكوبلان(Pegcetacoplan )، الذي يُباع تحت الإسم التجاري إمبافيلي(Empaveli ) من بين أسماء أخرى، هو دواء يستخدم لعلاج بيلة الهيموجلوبينية الليلية الانتيابية (PNH).   تحديدا لدى البالغين الذين لا يزال لديهم انخفاض في خلايا الدم الحمراء على الرغم من تناول دواء يسمى [[{{{1}}}|{{{1}}}]] [[:en:{{{1}}}|[الإنجليزية]]] .  و يعطى عن طريق الحقن التدريجي تحت الجلد. 
تشمل الآثار الجانبية الشائعة لهذا العقار على: تفاعلات موقع الحقن، و الالتهابات، و الإسهال، و آلام البطن، و عدوى الجهاز التنفسي، و العدوى الفيروسية، و التعب، و الحمى. أما السلامة أثناء الحمل فغير واضحة.  إضافة إلى ذلك، يتطلب الاستخدام تطعيم الأشخاص.  و هو يعمل عن طريق الارتباط بالبروتين المكمل C3 و تثبيطه. 
تمت الموافقة على بيجسيتاكولان للاستخدام الطبي في الولايات المتحدة و أوروبا في عام 2021.   في المملكة المتحدة تكلف هيئة الخدمات الصحية الوطنية حوالي 24.800 جنيه إسترليني لمدة 4 أسابيع.  في الولايات المتحدة يكلف هذا المبلغ حوالي 37000 دولار أمريكي. 